# Blastocladiomycota
Blastocladiomycota is een stam in het rijk van de schimmels.
Deze stam bestaat uit 1 orde, namelijk de Blastocladiales.

## Taxonomische indeling
De taxonomische indeling van de stam Blastocladiomycota is volgens de Index Fungorum (op 9-9-2008) als volgt:
Stam:Blastocladiomycota
- Klasse: Blastocladiomycetes
  - Onderklasse: Incertae sedis
    - Orde: Blastocladiales
      - Familie: Blastocladiaceae
      - Familie: Catenariaceae
      - Familie: Coelomomycetaceae
      - Familie: Physodermataceae
      - Familie: Sorochytriaceae
      - Familie: Incertae sedis